# 프랑클린 제오바니 지 산타나 샤가스
프랑클린 제오바니 지 산타나 샤가스(포르투갈어: Franklin Geovane de Santana Chagas, 1996년 8월 14일~)는 브라질의 축구 선수이다.

## 참고 문헌
- “프랑클린 제오바니 지 산타나 샤가스”. 트랜스퍼마켓.
- “프랑클린 제오바니 지 산타나 샤가스”. 《부산 아이파크 FC》. HDC스포츠.